# Halmstads lotsstation

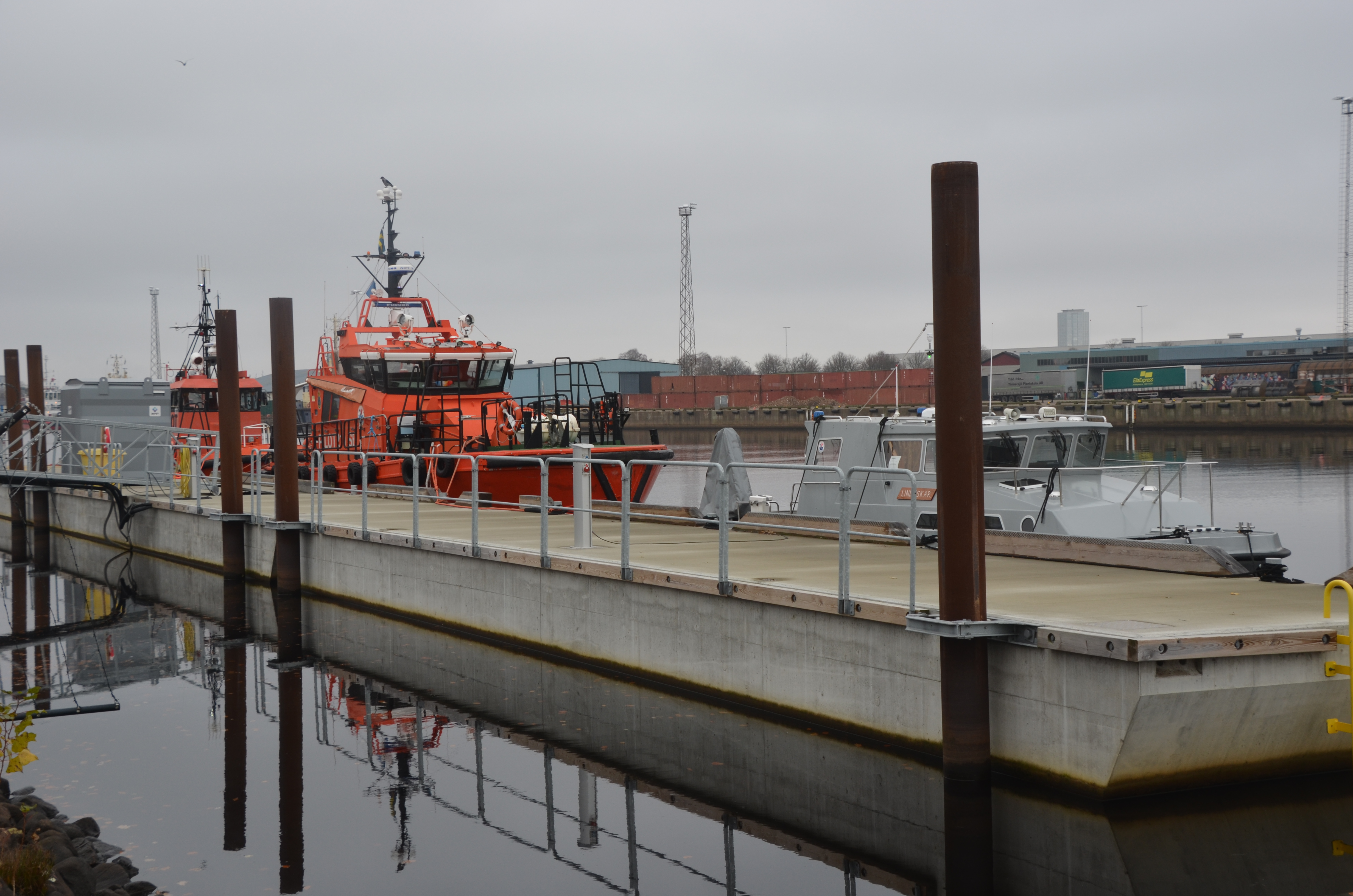
Lotsbryggan i Nissan

Halmstads lotsstation är en svensk lotsstation i Halmstad, som etablerades 1777.
Ursprungligen fanns lotsarna i Lotshyddan på Slottsvallarna. År uppfördes 1833 ett lotshus på dåvarande sanddynen Springbacken vid Nissans mynning i havet. Där uppfördes senare en ny lotsutkik 1856. År 1899 flyttades det, efter det att uppväxande strandskog skymt sikten över havet, till västra sidan av Nissan nära dess mynning. Det huset överläts 1908 till Tullverket och ersattes av en ny byggnad 150 meter därifrån, på samma plats som den idag befintliga lotsstationen.
År 1952 byggdes en trevånings lotsutkik, klädd med eternitplattor, som kallades "Starholken". Den ersattes 1976 av nuvarande byggnad.
Från 1905 bodde alla lotsarna på ett område i närheten, som tillhörde Lotsverket och som kallades Lotskolonien.